# Lünen (münstersches Ministerialengeschlecht)

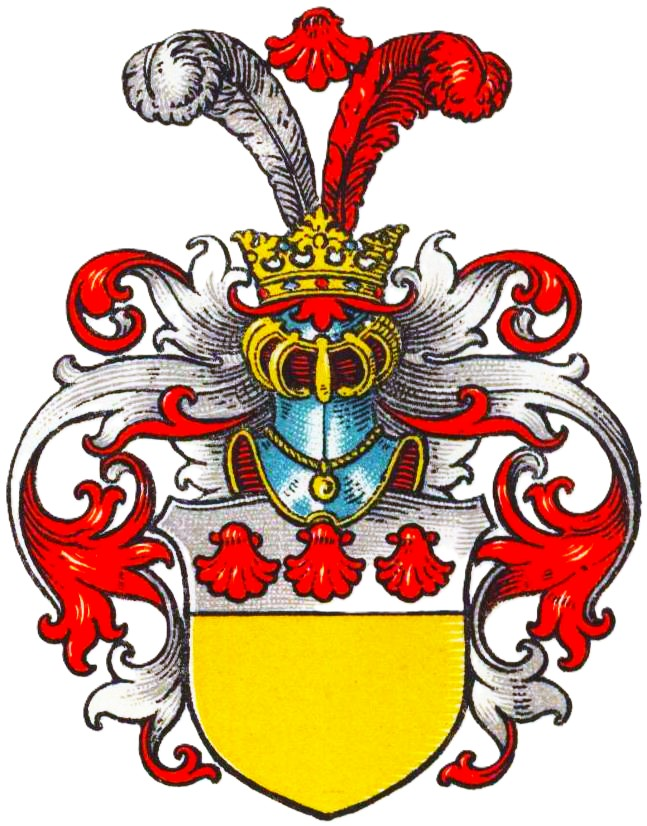
Wappen derer von Lünen (I.) im Wappenbuch des Westfälischen Adels

Lünen (auch Lunen o. ä.) ist der Name eines erloschenen münsterschen Ministerialengeschlechts.
Die Familie ist zu unterscheiden von dem Soester Patriziergeschlecht Lünen und dem Dortmunder Patriziergeschlecht Lünen. Auch die von Lünen genannt Mohr, die 1519 mit Johann Mohr von Leun im Mannesstamm erloschen, waren nicht stammverwandt.

## Geschichte
Das Geschlecht nannte sich nach einem Stammsitz in Lünen. 1500 verkauften Johann von Lünen zu Haus Wissing im Kirchspiel Ascheberg, Sohn des Johannes von Lünen, und seine Frau Anna der Kirche zu Hövel eine Rente für 10 Schilling aus dem Grote Eveschehus (Eschhaus zu Hövel). Dieselben Eheleute verkauften 1512 für 22 Hornsche Gulden vier Stücke Land im Kirchspiel Ascheberg. Die verkauften Ländereien gehörten zu dem den Verkäufern gehörigen Erbe Broeck. 1514 versprachen dieselben, dass sie Herman Pykenbroc schadlos halten wollten, weil er sich verbürgt hatte, als sie dem Priester Johan Gosebrinck, damals Rektor des heiligen Dreikönigsaltars in der Antoniuskapelle am Mauritztor zu Münster, eine Jahresrente von 5 Rheinischen Goldgulden aus dem Erbe Knyppinck verkauften hatten. 1515 machten dieselben urkundlich bekannt, dass der Kellner von Werden Wessel sie mit dem Gut Backhaus auf ihrer beider Lebenszeit im Kirchspiel Westkirchen belehnt und behandigt hatte. 1525 tauschte Johann von Lünen mit Zustimmung seiner Frau Anna Eigenhörige mit dem Stift Freckenhorst. 1527 siegelte ein Johann von Lünen als Zeuge und Standgenosse des Gerichts zu Telgte eine Urkunde des dortigen Richters. Ein Henrich von Lünen wurde gegen 1600 in der Petrikirche in Dortmund begraben.

## Wappen
Blasonierung: Von Silber und Gold geteilt, oben drei rote Pilgermuscheln. Auf dem gekrönten Helm mit rot-silbernen Helmdecken zwei Straußenfedern, die rechte silbern, die linke rot, dazwischen eine rote Muschel.
Abweichend beschreibt Anton Fahne das Wappen wie folgt: „Querbalken, der mit drei Pilgermuscheln belegt ist“.
Das Wappen der Familie findet sich am Prunkkamin im Rittersaal von Schloss Havixbeck.

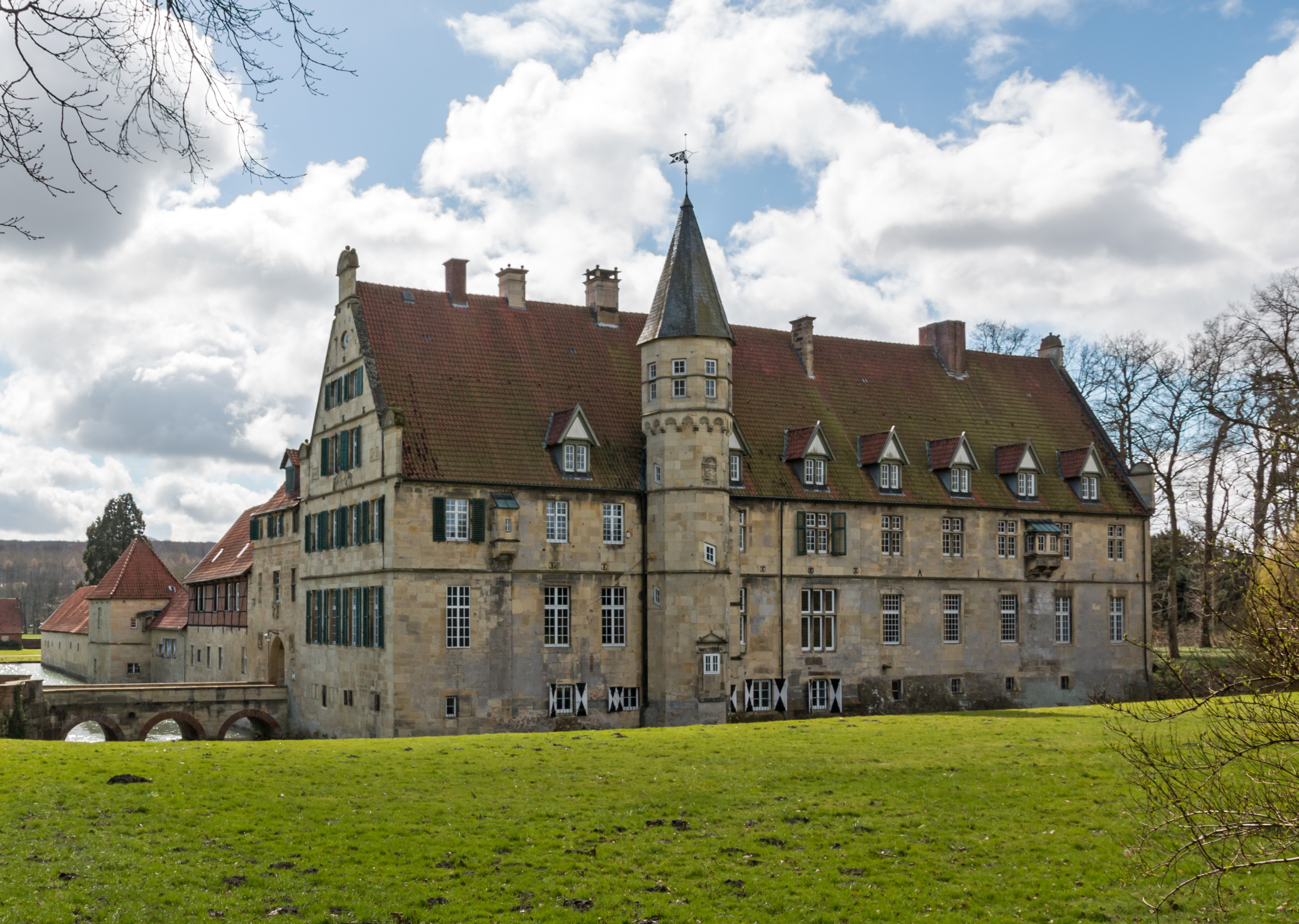
Haus Havixbeck
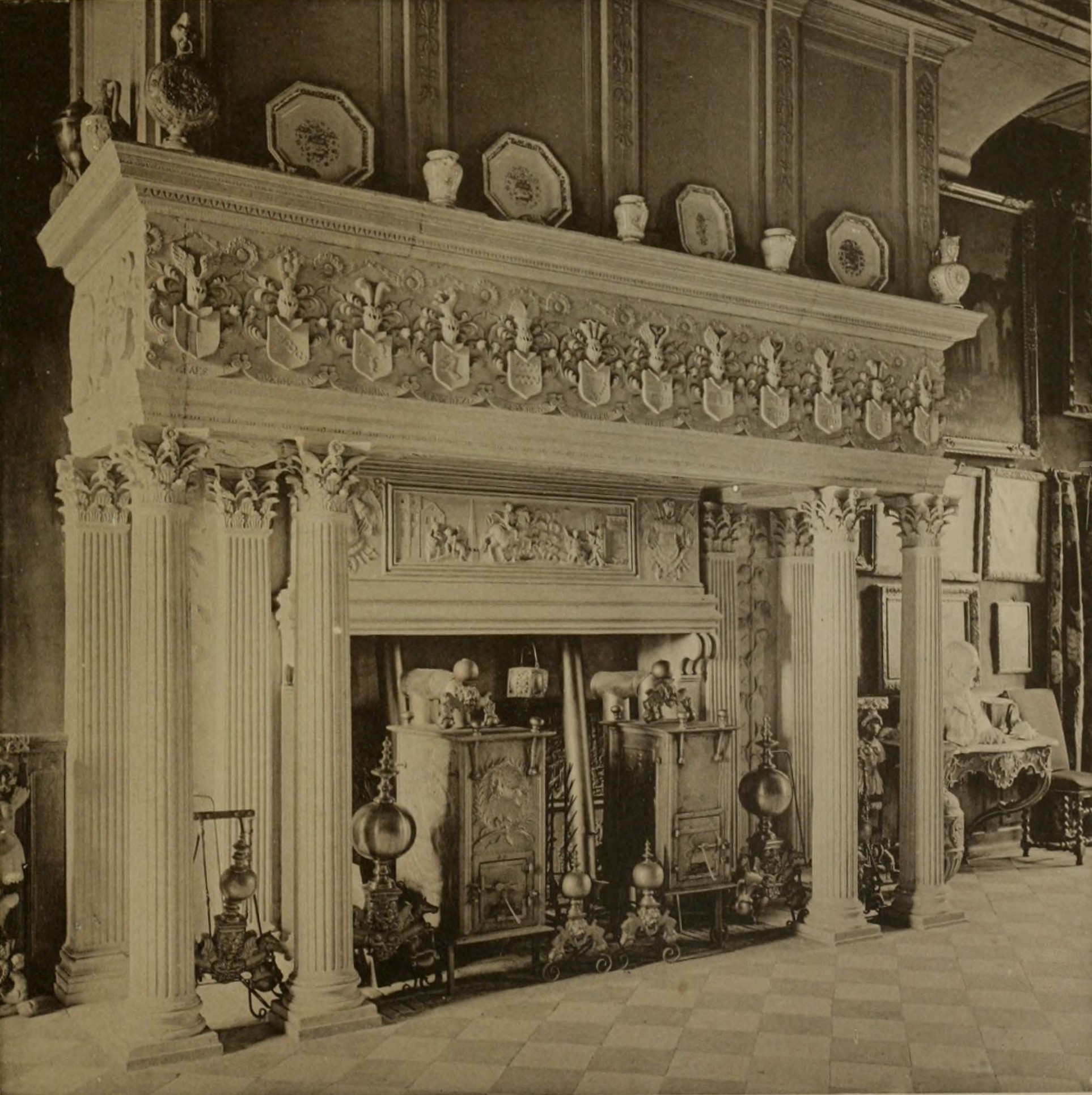
Prunkkamin im Rittersaal von Haus Havixbeck (Das Wappen derer von Lünen ist das fünfte Wappen von rechts)